# Slush (wydarzenie)
Slush – wydarzenie związane ze startupami i technologią, które odbywa się co roku w Helsinkach w Finlandii. Slush pomaga łączyć założycieli startupów z potencjalnymi inwestorami za pomocą wydarzeń, takich jak matchmaking i konkursy pitchingowe. Konferencja ma na celu zbudowanie światowej społeczności startupowej. W 2021 roku Slush zgromadził 8800 uczestników z całego świata.
Od 2015 roku Slush prowadzi również wydarzenia na całym świecie. Poprzednie edycje obejmują takie wydarzenia jak Slush Tokyo, Slush Shanghai i Slush Small Talks. Od 2021 roku Slush'D jest inicjatywą, która pomaga organizować eventy na wzór Slush w Helsinkach w innych miejscach na świecie.
Slush stworzył różne produkty i zasoby wiedzy, które są dostępne przez cały rok aby wspierać założycieli i inwestorów. Wśród tych produktów są: Soaked by Slush, platforma medialna dla startupów założona w 2019 roku oraz Node by Slush, społeczność startupów i inwestorów założona rok później.
Obroty firmy wynoszą ponad dziesięć milionów euro.

## Historia
Istnieją dwie wersje historii powstania Slusha. Oryginalna historia jest taka, że pierwszy Slush został założony i zorganizowany przez Kaia Lemmetty'ego, Ville Vesterinena, Helene Auramo, Petera Vesterbackę i Timo Airisto (HS) i był relacjonowany przez Taloussanomat. Jeden z pierwszych założycieli, Ville Vesterinen, napisał artykuł o początkach wydarzenia, aby poprzeć tę fabułę.
Późniejsze warianty historii pochodzenia Slush wyjaśniają, że założycielami Slush byli Peter Vesterbacka, pracujący wówczas w Rovio nad Angry Birds wraz z prawnikiem Timo Airisto.
W 2011 roku Miki Kuusi został dyrektorem generalnym i wraz z Atte Hujanen i Jenni Kääriäinen zorganizował imprezę w Kaapelitehdas, w której wzięło udział 1500 osób. Impreza była obsadzona głównie przez wolontariuszy studenckich z Aaltoes (Aalto Entrepreneurship Society) Uniwersytetu Aalto.

### W Kaapelitehdas, 2009-2015
Slush po raz pierwszy odbył się w 2008 roku w Kulttuuritehdas Korjaamo. Slush został założony przez Kai Lemmetty, Ville Vesterinen, Helene Auramo, Peter Vesterbacka i Timo Airisto. W 2009 roku impreza przeniosła się do Kaapelitehdas. Przez pierwsze trzy lata wydarzenie było skierowane do lokalnych przedsiębiorców i inwestorów. W latach 2008–2010 liczba uczestników wzrosła z 250 do 500. Zwycięzcami konkursów pitchingowych Slush w tych latach byli Illtags, Sibesonke i Dealmachine. W 2011 roku w imprezie wzięło udział 1500 uczestników, 150 spółek w fazie wzrostu i 15 spółek private equity. Konkurs pitchingowy wygrał Ovelin (obecnie Yousician), twórca technologii związanych z muzyką.
W 2012 roku w Slush wzięło udział 3500 osób, 560 firm wzrostowych i 41 firm private equity. FishBrain, medium społecznościowe skierowane do rybaków, wygrało konkurs na pitching roku.
W 2013 roku Slush zgromadził w Kaapelitehdas łącznie 7000 osób, 1200 firm w fazie wzrostu i 120 firm private equity. Wydarzenie zyskało dużą uwagę międzynarodową i zostało wymienione między innymi w The New York Times i The Wall Street Journal. Wśród prelegentów znaleźli się Toomas Hendrik Ilves (były prezydent Estonii), John Riccitiello (dyrektor generalny Electronic Arts) i Niklas Zennström (założyciel Skype).
Konkurs pitchingowy w 2013 roku wygrała firma Weekdone, która rozwija narzędzie do śledzenia pracy dla zespołów.

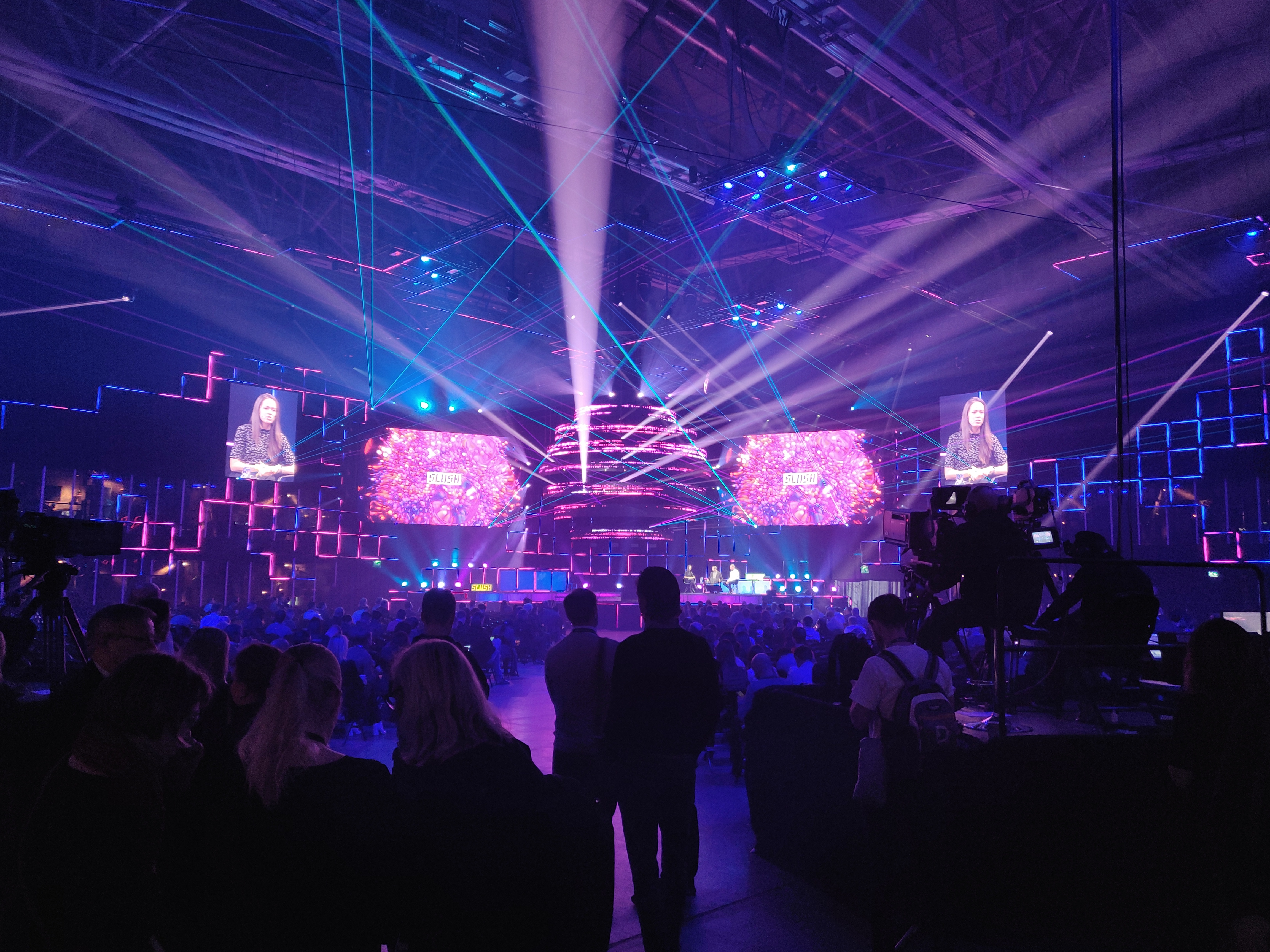
Slush 2019

### W Messukeskus, 2014 – obecnie
W 2014 roku Slush odwiedziło 14 000 osób z 79 krajów. W wydarzeniu wzięło udział około 1400 firm rozwijających się, 750 inwestorów, 700 wystawców i 140 firm private equity. Wśród prelegentów wydarzenia znaleźli się Martin Lorentzon (założyciel Spotify), Wang Yang (wicepremier Chin), Leland Melvin (astronauta w NASA) oraz Esa-Pekka Salonen (dyrygent i kompozytor). Nokia zaprezentowała swój pierwszy tablet z systemem Android - Nokia N1.
Impreza w 2014 roku była największą produkcją techniczną w historii Finlandii, przewyższając Konkurs Piosenki Eurowizji, który odbył się w Finlandii w 2007 roku. Konkurs pitchingowy w 2014 roku wygrała firma Enbrite.ly, która rozwija usługi zarządzania ruchem internetowym.
Slush 2015 odbył się w dniach 11-12. listopada. Po raz pierwszy odbył się Slush Hacks, w którym udział wzięły takie firmy jak Ultrahack, Junction, Industryhack i AEC (Architecture, Engineering, Construction) Hackathon. Zwycięzcy poszczególnych wyzwań mogli pitchować swoje pomysły na scenie Slush, a najlepszy pomysł wygrywał 20 000 euro.
Slush otrzymał Nagrodę Prezydenta Republiki za Internacjonalizację w listopadzie 2015 roku.
W 2016 roku Slush odbył się w dniach 30 listopada - 1 grudnia w Helsińskim Centrum Targowym. Nowym siostrzanym wydarzeniem było Slush Music, które miało przyciągnąć 1500 profesjonalistów z branży technologicznej i muzycznej do Kaapelitehdas na jeden dzień. Slush, we współpracy z Finnair, zorganizował bezpośredni regularny lot z San Francisco do Helsinek.
Wydarzenie w 2017 roku odbyło się 30 listopada i 1 grudnia. Głównymi trendami były analityka i sztuczna inteligencja. W Slush 2018 wzięło udział 20 000 osób. Treści podczas wydarzenia miały na celu ukazanie pracowników firm technologicznych, którzy zazwyczaj nie udzielają się publicznie. Doświadczeni przedsiębiorcy, a także kierownicy tacy jak Werner Vogels (CTO firmy Amazon), przemawiali podczas wydarzenia.
W 2019 roku liczba uczestników Slush wzrosła do 25 000, a Slush zorganizował również duże wydarzenia poboczne dotyczące między innymi zarządzania produktem i tworzenia gier. Podczas wydarzenia wystąpiło 200 prelegentów, w tym inwestor Michael Moritz i założyciel Stripe John Collison.

## Podsumowanie wydarzeń w poszczególnych latach
| Edycja | Rok  | Data                     | Motywy przewodnie                                                                                    | Główni prelegenci                                                                              | Liczba uczestników |
| ------ | ---- | ------------------------ | --- | ---------------------------------------------------------------------------------------------- | ------------------ |
| 1.     | 2008 | 24 listopada             | b.d.                                                                                                 | Risto Siilasmaa, Ilkka Paananen, Michael "Monty" Widenius                                      | 250                |
| 2.     | 2009 | 23-24 listopada          | b.d.                                                                                                 | Anssi Vanjoki, Jani Penttinen, Andreas Weigend, Risto Siilasmaa, Jussi Pajunen                 | 600                |
| 3.     | 2010 | b.d.                     | Najważniejsze wydarzenie związane z przedsiębiorczością w Europie Północnej                          | Mårten Mickos, Burton Lee, Ilkka Paananen, Taneli Tikka, Peter Vesterbacka, Jan-Erik Nyrövaara | 400                |
| 4.     | 2011 | 1 marca                  | b.d.                                                                                                 | Sonali De Rycker, Mikko Hyppönen, Timo Vuorensola                                              | 1500               |
| 5.     | 2012 | 21-22 listopada          | b.d.                                                                                                 | Marko Ahtisaari, Serguei Beloussov, John Lindfors, Aydin Senkut                                | 3500               |
| 6.     | 2013 | 13-14 listopada          | b.d.                                                                                                 | Taizo Son, Jian Wang, Niklas Zennström, Taavet Hinrikus                                        | 7000               |
| 7.     | 2014 | 18-19 listopada          | b.d.                                                                                                 | Wang Yang, Martin Lorentzon, Esa-Pekka Salonen, Leland Melvin                                  | 14 200             |
| 8.     | 2015 | 11-12 listopada          | Cyfrowa opieka zdrowotna i nauki przyrodnicze Innowacje w krajach rozwijających się Rozrywka i media | Caterina Fake, Martti Ahtisaari, Niklas Zennström, Ilkka Paananen                              | b.d.               |
| 9.     | 2016 | 30 listopada - 1 grudnia | Umysł przedsiębiorcy                                                                                 | Chris Sacca, Steve Jurvetson, Joel Spolsky, Sebastian Siemiatkowski, Danae Ringelmann          | 17 500             |
| 10.    | 2017 | 30 listopada - 1 grudnia | Wezwanie dla rozwiązujących: jak przedsiębiorczość może zaradzić największym problemom świata        | Al Gore, Martin Lau, Daniel Ek                                                                 | 20 000             |
| 11.    | 2018 | 4-5 grudnia              | Przybycie                                                                                            | Werner Vogels, Justin Rosenstein, Julia Hartz                                                  | 20 000             |
| 12.    | 2019 | 21-22 listopada          | Futuryzm w nowej odsłonie                                                                            | Michael Moritz, John Collison                                                                  | 25 000             |
| 13.    | 2020 | b.d.                     | b.d.                                                                                                 | b.d.                                                                                           | b.d.               |
| 14.    | 2021 | 1-2 grudnia              | Renesans przedsiębiorczości                                                                          | Tony Xu, Renate Nyborg, Tony Fadell, Luciana Lixandru                                          | 8800               |
| 15.    | 2022 | 17-18 listopada          | Świt                                                                                                 | zostanie ogłoszone                                                                             | zostanie ogłoszone |